# Carex parvigluma
Carex parvigluma är en halvgräsart som beskrevs av Charles Baron Clarke. Carex parvigluma ingår i släktet starrar, och familjen halvgräs.
Artens utbredningsområde är Assam (Indien). Inga underarter finns listade i Catalogue of Life.